# 护建镇
护建乡是中华人民共和国四川省资阳市安岳县下辖的一个乡镇级行政单位。

## 行政区划
护建乡下辖以下地区：
观音社区、伍仙村、滑石村、重渡村、长屋村、河坝村、新福村、金轮村、大堡村、三乡村、双庙村、瓦店村、庙儿村、桤木村、核桃村、大力村和千门村。